# Escholzmatt
Escholzmatt är en ort i kommunen Escholzmatt-Marbach i kantonen Luzern i Schweiz. Den är kommunens huvudort och ligger cirka 32 kilometer sydväst om Luzern. Orten har 2 689 invånare (2023).
Orten var före den 1 januari 2013 en egen kommun, men slogs då samman med kommunen Marbach till den nya kommunen Escholzmatt-Marbach. Kommunen omfattade även orten Wiggen.